# Либерий Равеннский
Либерий (умер ок. 200 года) — святой епископ из Равенны. День памяти — 30 декабря.
Святой Либерий I считается основателем епископской кафедры Равенны. Он был одним из первых епископов города.